# Egbert van Kampen
Egbert Rudolf van Kampen (Berchem, Bélgica, 28 de maio de 1908 – Baltimore, 11 de fevereiro de 1942) foi um matemático neerlandês. Fez contribuições significativas à topologia, especialmente no estudo de grupos fundamentais.

## Formação e carreira
Completou o ensino médio aos 16 anos de idade e começou a estudar matemática na Universidade de Leiden, onde depois da graduação continuou com um doutorado,, orientado por Willem van der Woude. Em 1927 viajou para a Universidade de Göttingen, para encontrar-se com Bartel Leendert van der Waerden e Pavel Alexandrov. No verão de 1928 trabalhou com Emil Artin na Universidade de Hamburgo. Nesta época, aos 20 anos de idade, já havia sido oferecida a ele um cargo de professor na Universidade Johns Hopkins nos Estados Unidos. Obteve um doutorado sob orientação de van der Woude em Leiden em 1929, com a tese Die kombinatorische Topologie und die Dualitaetssaetze.
Em 1931 ocupou o cargo a ele oferecido na Universidade Johns Hopkins em Baltimore, Maryland. Lá encontrou Oscar Zariski, que havia lecionado na Universidade Johns Hopkins de 1927 a 1929 como Johnston Scholar e então passou a fazer parte do corpo docente. Zariski havia trabalhado com o grupo fundamental do complemento de uma curva algébrica, e encontrou geradores e relações para o grupo fundamental, mas não obteve sucesso par mostrar que havia encontrado relações suficientes para dar uma representação para o grupo. Van Kampen resolveu o problema, mostrando que as representações de Zariski eram suficientes, sendo o resultado conhecido como teorema de Zariski–van Kampen. Isto levou van Kampen a formular e provar o que é atualmente conhecido como teorema de Seifert-van Kampen.
No início da década de 1930 Van Kampen começou a sofrer de ataques cardíacos, diagnosticados em 1941 como consequência de um tumor originado de uma  marca de nascença próximo de sua orelha. Após três cirurgias em 1941 e 1942, Van Kampen sucumbiu ao câncer e morreu em 11 de fevereiro de 1942.